# Relevo de Cuba
Cuba tem um território que pode ser dividido em áreas de planícies costeiras(entre 0 a 150 m de altitude) formadas por deposição de sedimentos - argila, silte, areias e matéria orgânica - corais e vegetais - e pequenas áreas centrais constituídas por baixos planaltos média de 300 m de altitude constituídos por rochas vulcânicas.
Nas planícies costeiras, baixas altitudes, apresenta latossolos férteis, ricos em minerais e com alto índice de matéria orgânica, provenientes de intensos processos erosivos e orgânicos naturais relacionados com a proximidade do mar, com a floresta tropical e, principalmente, com o dinamismo dos seguintes climas (que distribuem diferentes índices pluviométricos e temperaturas): subtropical (ao oeste) e tropical (ao leste) que implicam no nível de fertilidade dos solos, porporcionando solos de alta fertilidade no oeste e média fertilidade no extremo leste da ilha cubana.
Nos baixos '''planaltos''' no centro-leste da ilha, verifica-se a presença de solos com índices de fertilidade bastante inferiores em relação aos solos das planícies costeiras, do leste e oeste da ilha. Os indíces pluviométricos são relativamente menores assim como as temperaturas, com terrenos mais inclinados, apresentam uma granulometria mais arenosa rico em minerais e pobres em matérias orgânicas quando comparados aos das planícies.
Tais características são relevantes ao considerarmos a atividade agroindustrial (Estatal) açúcareira de Cuba. Este país está entre os três maiores produtores de cana-de-açúcar. Considerando o tamanho do seu território, cabe ressaltar, seu grande potencial de exploração mineral (níquel) e o cultivo do tabaco e do arroz, produtos que atualmente têm sido alvos de grandes discussões relacionadas com suposta crise mundial dos alimentos e da produção de biocombustíveis em detrimento de áreas para a produção de alimentos.
O estudo das características regionais dos tipos de solo, clima e relevo, entre outros elementos naturais, pode contribuir para o entendimento da geografia da distribuição das atividades econômicas e da população de um país.